# (16514) Stevelia
(16514) Stevelia est un astéroïde de la ceinture principale.

## Description
(16514) Stevelia est un astéroïde de la ceinture principale. Il fut découvert le 11 novembre 1990 à l'Observatoire Palomar par Carolyn S. Shoemaker et David H. Levy. Il présente une orbite caractérisée par un demi-grand axe de 3,12 UA, une excentricité de 0,20 et une inclinaison de 8,5° par rapport à l'écliptique.

## Compléments